# Delavalia diegensis
Delavalia diegensis is een eenoogkreeftjessoort uit de familie van de Miraciidae. De wetenschappelijke naam van de soort is voor het eerst geldig gepubliceerd in 1979 door Thistle & Coull.